# Luís Teixeira
Pour les articles homonymes, voir Teixeira.

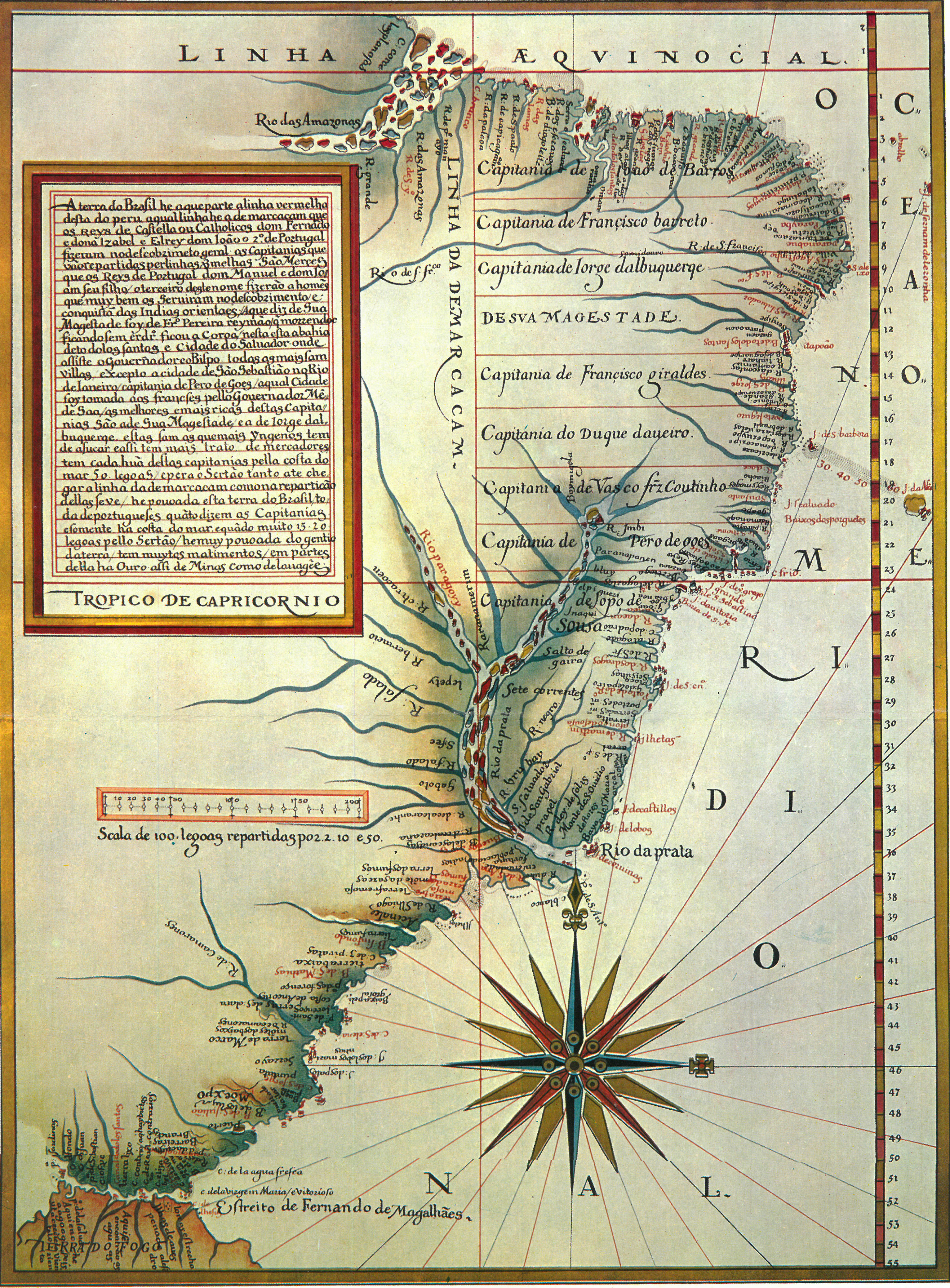
Carte de la côte du Brésil avec les capitaineries (vers 1586) avec le méridien de Tordesillas. Lisbonne, Bibliothèque d'Ajuda

Luís Teixeira, en activité entre 1564 et 1613, était un mathématicien et cartographe portugais.
Il a collaboré avec Abraham Ortelius sur la réalisation du Theatrum Orbis Terrarum. 
Il appartenait à une grande famille de cartographes dont l'activité s'est étendu du milieu du XVIe siècle à la fin du XVIIIe siècle. Cette famille commence avec son père Pero Fernandes, puis son frère Domingos Teixeira, ses fils João Teixeira Albernaz l'Ancien et Pedro Teixeira Albernaz, entre autres.

## Biographie
Fils de Pero Fernandes, cartographe, après avoir été examiné par le cosmographe en chef Pedro Nunes, il a obtenu le 18 octobre 1564 l'autorisation de faire des cartes, des instruments nautiques, des règles de mesures de hauteurs et de déclinaison du Soleil. Il a alors servi comme cosmographe du royaume de Portugal. Ses deux fils, João Teixeira Albernaz l'Ancien et Pedro Teixeira Albernaz ont aussi été cartographes.
Quinze cartes lui sont attribuées. Il s'est rendu au Brésil entre 1573 et 1578, durant le gouvernement général de Luis de Brito e 
Almeida, où il a été envoyé pour voir et relever les côtes du Brésil. 
Un atlas du Brésil colonial intitulé Roteiro de todos os sinais, conhecimentos, fundos, baixos, alturas, e derrotas que há na costa do Brasil desde o Cabo de Santo Agostinho até ao estreito de Fernão de Magalhães datant de 1586 lui est attribué.

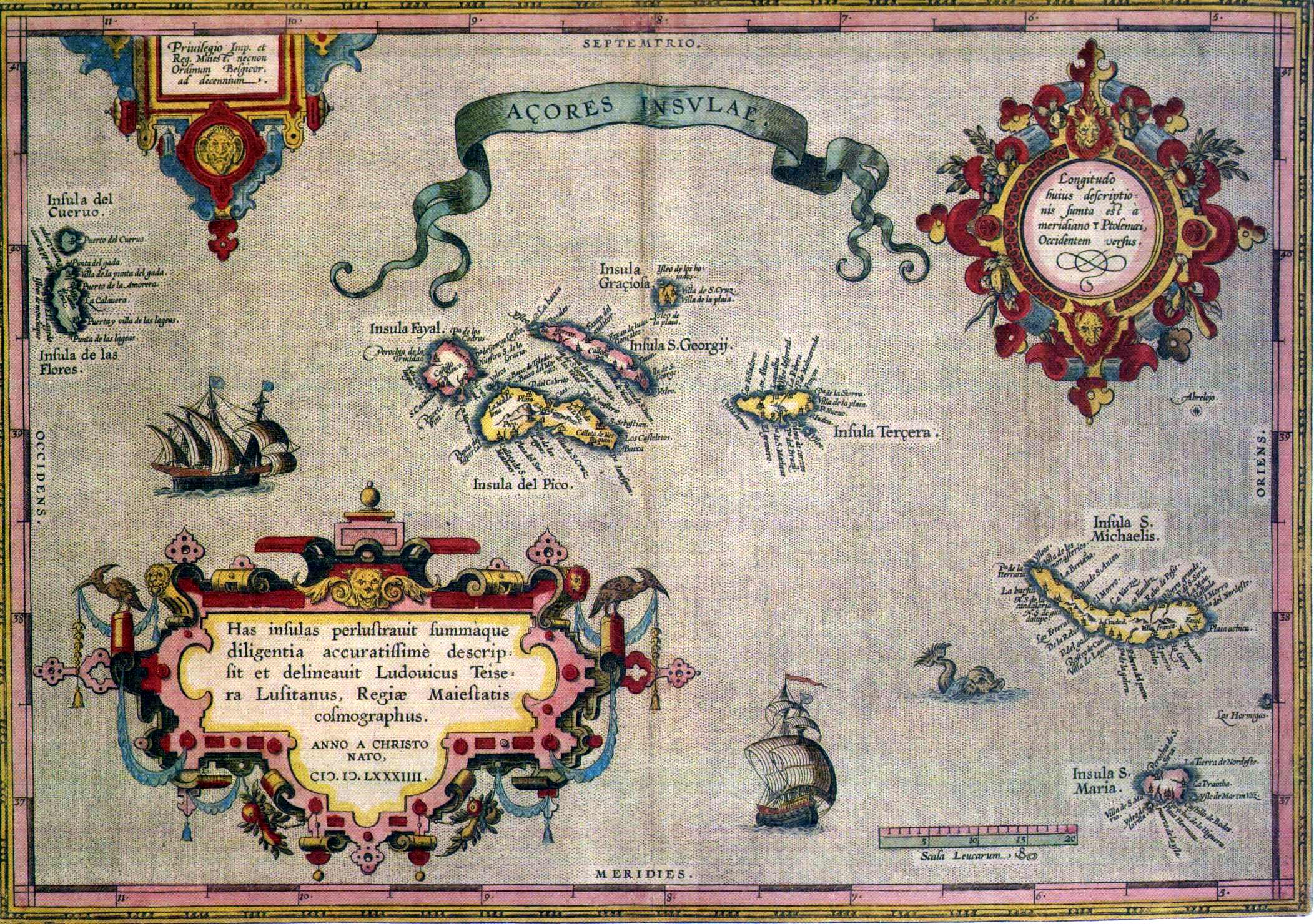
La première carte des Açores avec toutes les îles de l'archipel par Luis Teixeira et Abraham Ortelius (1584)

Luís Teixeira est le pionnier de la cartographie des Açores.
Il a entretenu des relations suivies avec des cartographes néerlandais comme Jodocus Hondius et Abraham Ortelius, avec lequel il était en contact depuis 1582. Ortelius était en 1575 géographe du roi Philippe II d'Espagne. Au cours de l'Union ibérique ils ont travaillé ensemble, sur la première carte de l'île de Terceira, aux Açores.
Dans une lettre datée du 2 février 1592,  Teixeira a envoyé à Ortelius deux pièces avec des descriptions de la Chine et du Japon. La carte du Japon et de la Corée a été utilisé dans l'atlas Theatrum Orbis Terrarum, en 1595. L'information de Luís Teixeira venait peut-être des jésuites, bien qu'il n'y ait aucune preuve. Sur la base de ces données Ortelius a produit une carte représentant la Corée comme une île et le Japon, et qu'il a appelée Iaponiae insulae Descriptio. Ce fut la première carte isolée du Japon, et utilisé par les Européens comme la carte par défaut du Japon jusqu'en 1655, avant la carte de Martino Martini.
En 1600, il indique « Dauma », pour le Dahomey, sur une carte gravée de l'ensemble de l'Afrique. En 1602 il a dressé une carte de la côte de Guinée, qui aurait eu une influence sur la cartographie de la Côte de l'Or et la Sénégambie au XIIe siècle d'après A. Texeira da Mota, mais, elle-même, aurait été reprise de travaux de Gérard Mercator de 1569
.

## Source
- (pt) Cet article est partiellement ou en totalité issu de l’article de Wikipédia en portugais intitulé « Luís Teixeira » (voir la liste des auteurs).